# Leon B. Postigo
Leon B. Postigo (Bayan ng Leon B. Postigo) är en kommun i Filippinerna. Kommunen ligger på ön Mindanao, och tillhör provinsen Zamboanga del Norte. Folkmängden uppgår till 19 550 invånare.

## Barangayer
Leon B. Postigo är indelat i 18 barangayer.
| - Bacungan (Pob.) - Bogabongan - Delusom - Mangop - Manil - Mawal - Midatag - Morob - Nasibac | - Rizon - Santa Maria - Sipacong - Talinga - Tinaplan - Tiniguiban - Tinuyop - Tiogan - Titik |